# Горнодобывающая промышленность Аргентины

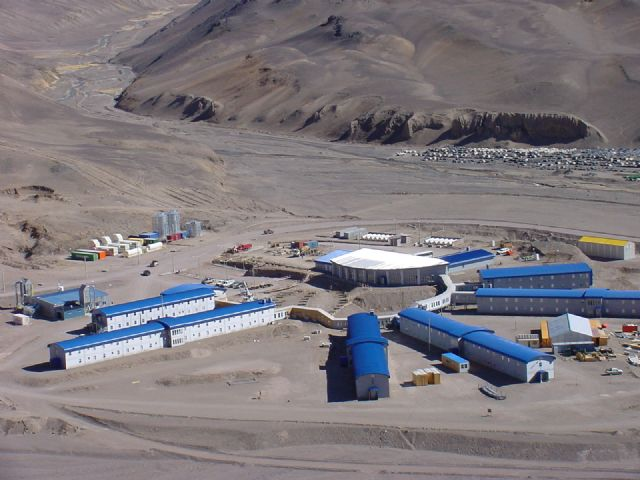
Горнодобывающая промышленность в Аргентине

Горнодобывающая промышленность Аргентины — перспективный сектор экономики Аргентины, включающий в себя традиционные для горной промышленности отрасли производства.
Доля горнодобывающей промышленности в суммарном объёме ВВП Аргентины растёт: с ~2 % (данные на начало 2017 года, ВВП 256,7 млрд долларов)  до 3,6 % (2020 год, ВВП 389,3 млрд долларов). Аргентина никогда в прошлом не была горнодобывающей страной. Лишь в XX веке горнодобывающая промышленность начала активно развиваться с привлечением прямых иностранных инвестиций. Однако, на 2015 год было разведано лишь 25 % территории страны, из разведанных месторождений большая часть (75 %) не эксплуатировалась, поэтому импорт полезных ископаемых превышает его экспорт. Тем не менее на 2021 год Аргентина — 4-я в мире по  производству лития, 7-я по производству бора,  9-я по производству серебра, 17-я по производству золота.
Основная добыча полезных ископаемых (70,55 % от всего объёма) сосредоточена в провинциях Буэнос-Айрес, Кордова, Санта-Крус, Катамарка и Сан-Хуан (подробности). Общая численность работников, работающих в  ~1500 горнодобывающих компаниях  аргентинского горнодобывающего сектора, составила немногим более 40 тыс. человек.  Подавляющее количество добытых полезных ископаемых (73,1 % от всего объёма добычи) было получено открытым способом. На территорию Аргентины приходится часть так называемого литиевого треугольника, а литий задаёт вектор "Зелёной добычи", направленной на сокращение использования ископаемого топлива, в ближайшие годы спрос на литий будет расти из-за аккумуляторов электромобилей и других возможностей его использования.

## История
До XV века коренные жители Аргентины, индейцы, уже добывали золото и серебро в стране. На аргентинские территории Анд, между провинциями Жужуй и Ла-Риоха приходилась южная часть империи инков. Найдены следы добычи на территориях нынешних провинций Ла-Риоха, Катамарка, Сальта, Жужуй.
XVI век. Завоеватели-европейцы (конкистадоры) организовали добычу драгоценных металлов на территории страны (провинция Ла-Риоха, департамент Фаматина и другие). Название страны Аргентина напоминает о колониальном прошлом, связанным с добычей серебра (от латинского argentum: серебро).
XVII век была открыта нефть, но добыча не велась.
XIX век  — в 1813 году санкционирован закон о поощрении добычи полезных ископаемых. В провинции Жужуй в 1865 году начинается добыча нефти. Со второй половины XIX века активизируется добыча медной и свинцовой руды (провинция Ла-Риоха, департамент Фаматина и другие).
XX век — разведаны месторождения и начата добыча газа, угля, ванадия, цинка, вольфрама, молибдена, магния, олова,  бериллия (2 место в Латинской Америке по запасам), руд урана (2 место в Латинской Америке по запасам, сосредоточенным в провинциях Кордова и Мендоса, самое крупное месторождение Сьерра-Пинтада), железа (основные запасы в провинции Рио-Негро и Жужуй), калийных солей, барита, боратов, мрамора, гранитов, гипса, слюды, каменной соли и других. Продолжается добыча золота, серебра, меди, свинца, нефти,  причём в структуре отрасли 1-е и 2-е места занимали добыча нефти (89 %) и природного газа (5,6 %), затем добыча цветных (2,0 %), чёрных (1,2 %) и благородных (0,6 %) металлов, урана (0,2 %), угля (0,5 %) и неметаллических руд (0,9 %), не считая строительных материалов. Ведущее положение в отрасли принадлежало государственному сектору. Несмотря на наличие ресурсов, их добыча не удовлетворяла даже внутренний спрос страны, поэтому они импортировались. Перекос в импорте и экспорте не устранён до сих пор, так в 2017 году доля горнодобывающей промышленности в общем экспорте продукции составляла 5,3 % (в начале 1990-х 0,52 %), а в импорте 13,7 % (в начале 1990-х 4,1 %), несмотря на то, что Аргентина занимает второе место в Центральной и Южной Америке по запасам природного газа и четвёртое по запасам нефти. Были предприняты меры по притоку в горнодобывающую промышленность прямых иностранных инвестиций. В начале 1990-х Аргентина занимала 5 место в мире по использованию геологического потенциала. В 1993 году был принят закон № 24196 об инвестициях в горное дело, после чего наметились сдвиги в развитии горнодобывающей промышленности.
XXI век. Актуализировались социальные вопросы по ущербу от открытой разработке полезных ископаемых. Были озвучены требования по перераспределению части прибыли от добычи в пользу местного населения, усилению экологического контроля вплоть до запрета разработок и т. п. Было акцентировано использование значительных государственных средств для строительства дорогостоящих работ по дорожной инфраструктуре и оказания услуг, особенно электроснабжения, в  интересах горнодобывающих предприятий.
2009 год активизировались поиски солей лития на территории Аргентины.
2015 год начало реформ, направленных на развитие горнодобывающей промышленности Аргентины.
Был проведен экономический, социальный, экологический анализ горнодобывающей промышленности Аргентины,  в том числе проблем невозобновляемых ресурсов, уменьшения доступности воды, ущерба от использования цианида в производстве, пагубного влияния на экологию ледников.
В контексте кризиса в отношениях России и Украины 2022 года, Аргентина получила большие возможности для дальнейшего развития региона Вака Муэрта.
Наиболее актуальным сегментом, в отличие от прошлого века, является добыча рудных полезных ископаемых, за ними следуют нерудные полезные ископаемые (нефть, газ).

## Добыча минерального энергетического сырья
В конце XX века были разведаны месторождения нефти, газа, угля на территории Аргентины.  В 1907 году было открыто большое месторождение нефти Комодоро-Ривадавия (провинция Чубут). Добыча газа начата в 1922 году, угля — в 1939. На рубеже XX—XXI вв. в стране добывали нефть и газ (с 1980-х годов важнейшим месторождением было месторождение Лома-де-ла-Лата провинции Неукен), энергетический и коксующийся уголь (провинция Санта-Крус).
В 2010 году в США произошла сланцевая революция, на фоне которой в Аргентине, в провинции Неукен, была открыта сланцевая формация Вака Муэрта с ресурсами мирового значения сланцевого газа и нефти, которое получило название от исп. Vaca Muerta.(«Мёртвая корова»). В мае 2024 года добыча нефти на этом месторождении достигла нового максимума – 394,01 тыс. баррелей в сутки, что является новым рекордом. Также наблюдается рост производства в годовом выражении: добыча нефти на "Мертвой корове" в мае выросла по сравнению с те же периодом 2023 года на 20,4%, а газа – на 19,84% .
Добыча углеводородов находится в ведении Национального секретариата энергетики.
Добыча газа и нефти ведётся в провинциях Неукен, Рио-Негро, Мендоса, Чубут, Санта-Крус, Огненная Земля.

## Добыча руд
Добычу полезных ископаемых регулирует Национальный секретариат горнодобывающей промышленности Аргентины. Главные рудники по добыче золота находятся в провинциях Сан-Хуан и Санта-Крус.
Общий аргентино - чилийский проект Паскуа-Лама-Веладеро  — крупнейший золото-серебряный проект мира.

## Подготовка кадров
Подготовка кадров горно-геологического профиля осуществляется в университетах Буэнос-Айреса, Мендосы, Баия-Бланки, Тукумана, а также в Высшей школе инженеров-нефтяников при университете г. Мендоса, в Нефтяном институте аргентинской нефтегазовой компании «YPF» в Буэнос-Айресе, в Институте геологии и горного дела и в Школе горного дела провинции Жужуй.

## Внешние ссылки
- Minería en Argentina Горное дело в Аргентине.